# Tyto melitensis
Tyto melitensis (deutsch: Malta-Schleiereule) ist eine fossile Eulenart aus der Familie der Schleiereulen. Sie wurde 1891 von Richard Lydekker als Stryx melitensis beschrieben, jedoch 1970 von Pierce Brodkorb in die Gattung Tyto gestellt. Das fossile Material wurde in einer nicht bekannten Höhlenablagerung entdeckt und besteht aus einem einzigen linken Oberschenkelknochen (Femur), dessen Alter auf das Jungpleistozän datiert wird. Der unvollständige Knochen hat eine Länge von 54 mm und eine Schaftbreite von 4 mm. Verglichen mit dem Femur der Sumpfohreule (Asio flammeus) ist der Oberschenkelknochen länger und schlanker. Der Vergleichsknochen des Waldkauzes (Strix aluco) ist dicker und viel mehr gebogen. Der große Rollhügel ist stärker nach innen geneigt. Die Scheidewand ist weniger ausgebildet. Manche Autoren betrachten Tyto melitensis entweder als Synonym oder als Unterart der Schleiereule (Tyto alba).